# Nicolas Burtin
Nicolas Burtin (Bonneville, 15 gennaio 1972) è un allenatore di sci alpino ed ex sciatore alpino francese.
È fratello di Raphaël, a sua volta sciatore alpino di alto livello.

## Biografia

### Carriera sciistica
Velocista puro originario di Megève, Nicolas Burtin esordì in campo internazionale in occasione dei Mondiali juniores di Zinal 1990, in Coppa del Mondo l'11 dicembre 1992 sulla pista Saslong in Val Gardena, giungendo 51º in discesa libera, e ai Giochi olimpici invernali a Lillehammer 1994, dove ottenne il 6º posto nella discesa libera e il 31º supergigante.
Il 16 gennaio 1998 conquistò il primo podio in Coppa del Mondo nella discesa libera disputata sull'impegnativo tracciato Lauberhorn di Wengen, piazzandosi 2º dietro al fuoriclasse austriaco Hermann Maier; in quella stessa stagione 1997-1998, la migliore dell'atleta, riuscì a replicare altre due volte il risultato e a conquistare l'unica vittoria in carriera nel massimo circuito internazionale, nonché ultimo podio, il 7 marzo a Kvitfjell.
Ai XVIII Giochi olimpici invernali di Nagano 1998, sua ultima presenza olimpica, non completò né la discesa libera né il supergigante; disputò in seguito le discese libere dei Mondiali di Sankt Anton am Arlberg 2001 e Sankt Moritz 2003, sue uniche presenze iridate, piazzandosi in entrambi i casi al 23º posto. Si ritirò durante la stagione 2005-2006 e la sua ultima gara in carriera fu la discesa libera di Coppa del Mondo disputata il 28 gennaio a Garmisch-Partenkirchen, che concluse al 38º posto.

### Carriera da allenatore
Dopo il ritiro è divenuto allenatore nei quadri della Federazione sciistica della Finlandia.

## Palmarès

### Coppa del Mondo
- Miglior piazzamento in classifica generale: 16º nel 1998
- 4 podi (tutti in discesa libera):
  - 1 vittoria
  - 3 secondi posti

#### Coppa del Mondo - vittorie
| Data         | Località  | Paese    | Specialità |
| ------------ | --------- | -------- | ---------- |
| 7 marzo 1998 | Kvitfjell | Norvegia | DH         |

Legenda:

DH = discesa libera

### South American Cup
- Miglior piazzamento in classifica generale: 2º nel 2003
- Vincitore della classifica di discesa libera nel 2001 e nel 2003
- Vincitore della classifica di slalom gigante nel 2004
- 10 podi:
  - 5 vittorie
  - 4 secondi posti
  - 1 terzo posto

#### South American Cup - vittorie
| Data             | Località | Paese     | Specialità |
| ---------------- | -------- | --------- | ---------- |
| 31 agosto 2000   | Portillo | Cile      | DH         |
| 4 settembre 2002 | La Parva | Cile      | DH         |
| 6 settembre 2002 | La Parva | Cile      | DH         |
| 6 settembre 2002 | La Parva | Cile      | SG         |
| 2 agosto 2003    | Chapelco | Argentina | GS         |

Legenda:

DH = discesa libera

SG = supergigante

GS = slalom gigante

### Campionati francesi
- 1 medaglia[2]:
  - 1 oro (discesa libera nel 1998)